# Sonate K. 138
La sonate K. 138 (F.97/L.464) en ré mineur est une œuvre pour clavier du compositeur italien Domenico Scarlatti.

## Présentation
La sonate K. 138, en ré mineur, notée Allegro, forme une paire avec la sonate précédente. La sonate est parfaitement symétrique avec ses trois épisodes repris dans la seconde section. On retrouve des échos surprenants des Cyclopes de Rameau, extraits de la suite en ré majeur du livre de 1724, mais ici, sans les « batteries » d'octaves de la main gauche.

## Manuscrits
Le manuscrit principal est le numéro 41, dernier du volume XV (Ms. 9771) de Venise (1749), copié pour Maria Barbara ; les autres sont Parme II 5 (Ms. A. G. 31407). Une copie figure à Cambridge, manuscrit Fitzwilliam (1772) ms. 32 F 13 (no 17) et à Saragosse deux fois : source 2, B-2 Ms. 31, fos 5v-7r (no 3) et source 3, B-2 Ms. 32, fos 41v-43r (no 21).

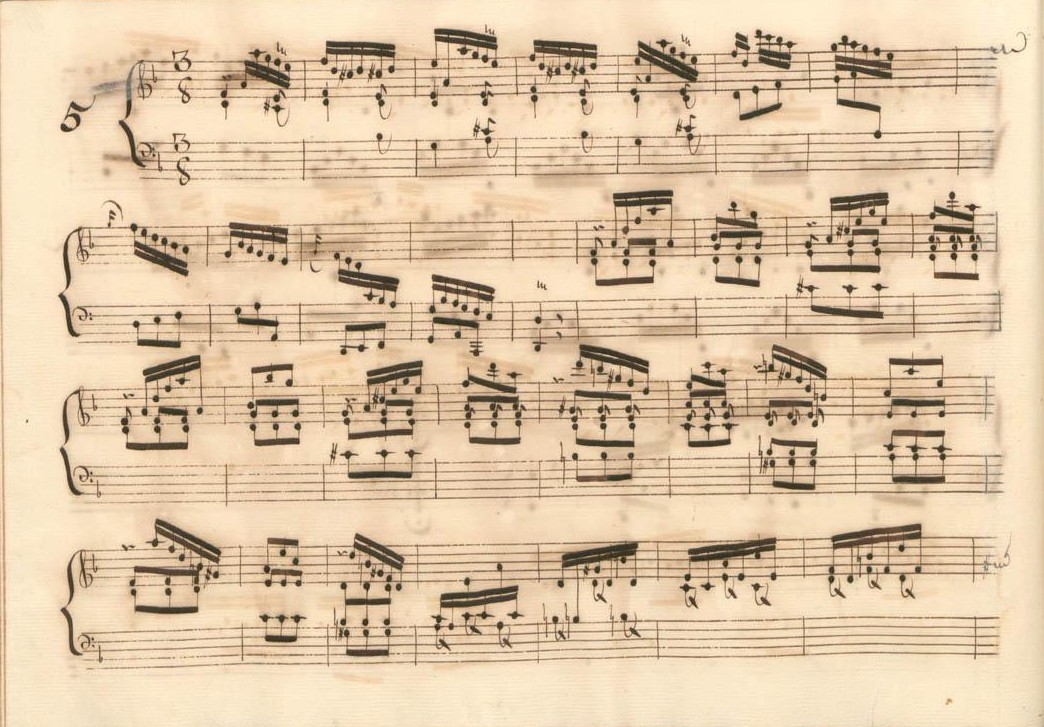
Parme II 5.
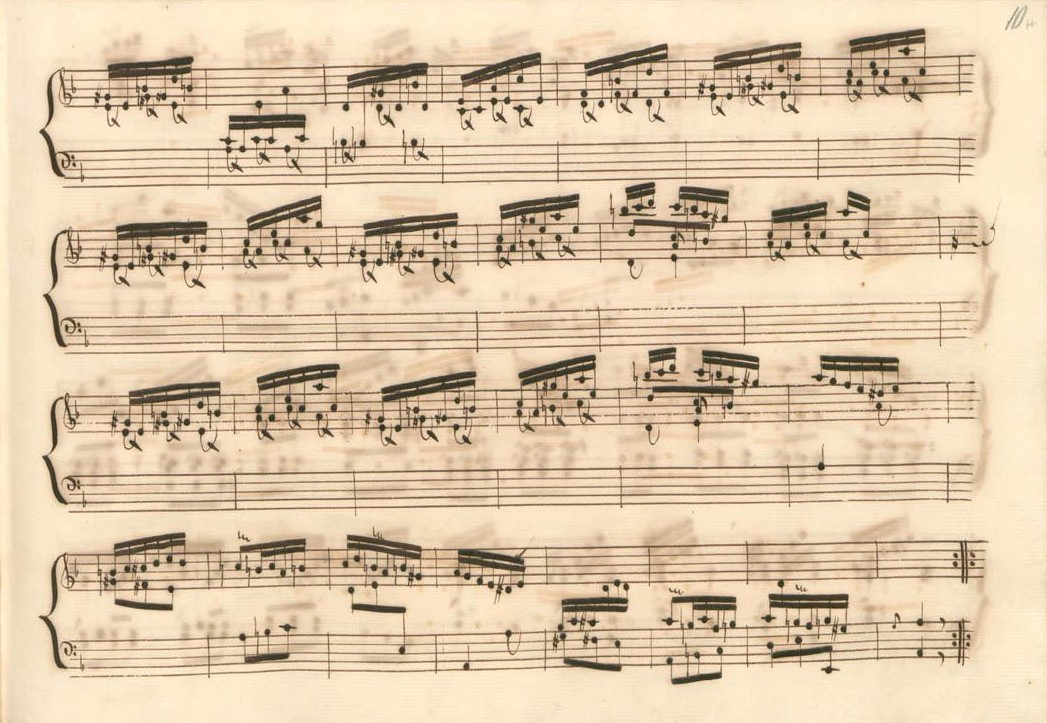
Parme II 5 (fin de la première section).
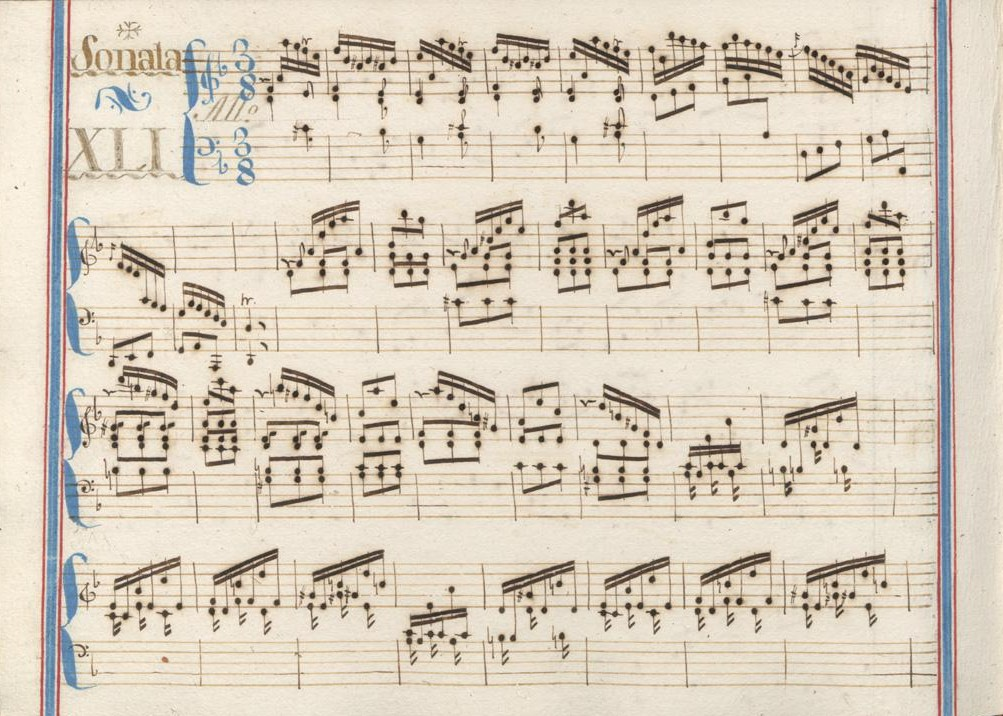
Venise XV 41.
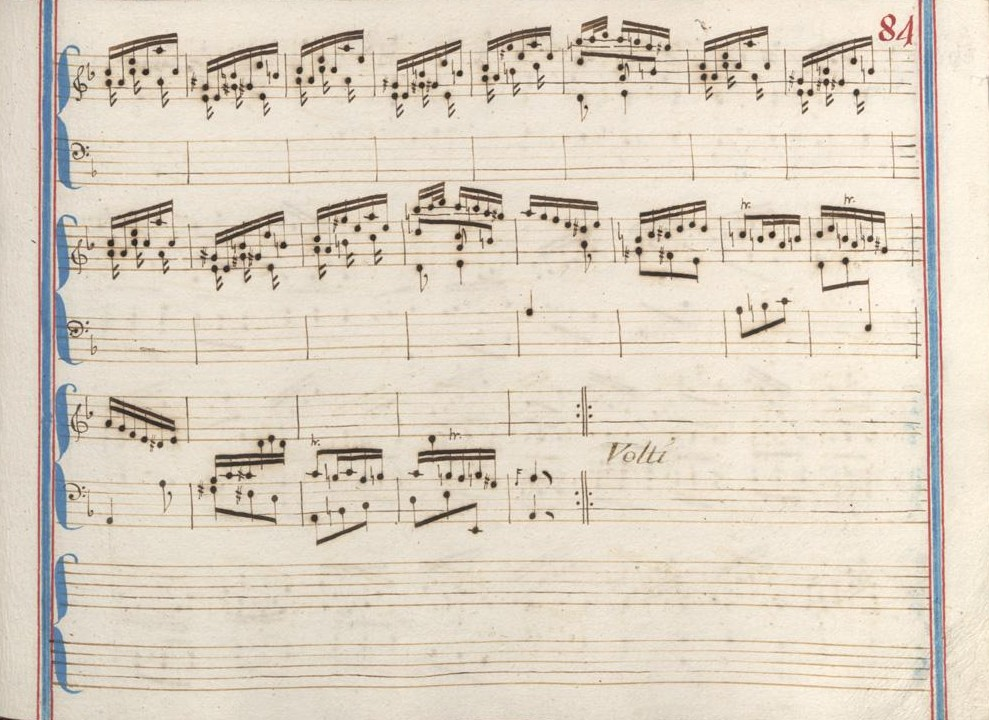
Venise XV 41 (fin de la première section).
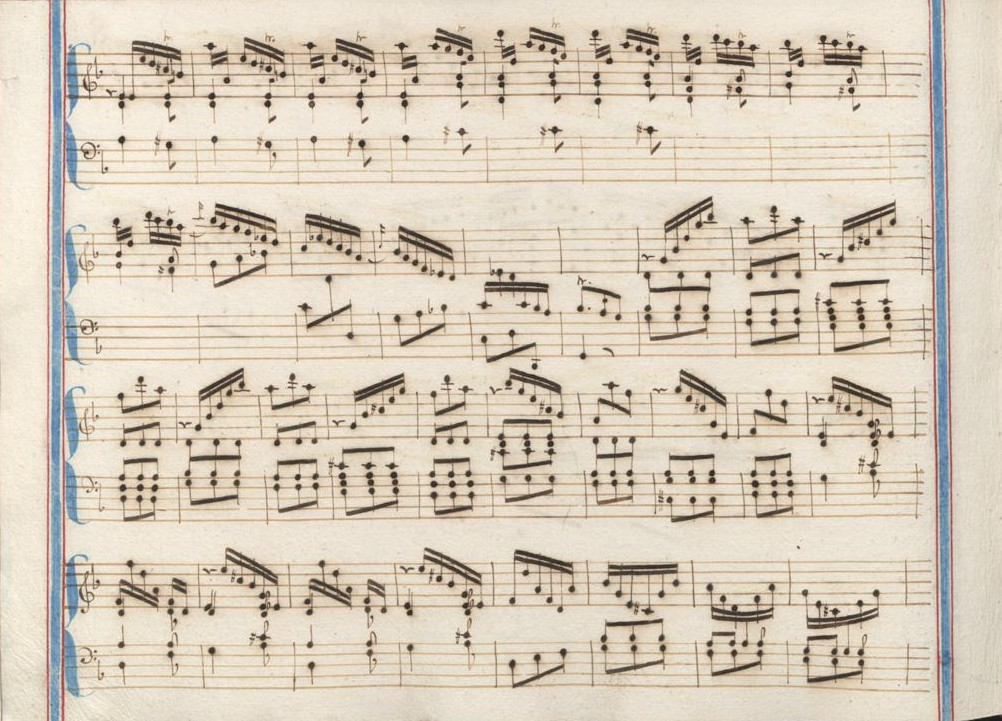
Venise XV 41 (début de la seconde section).
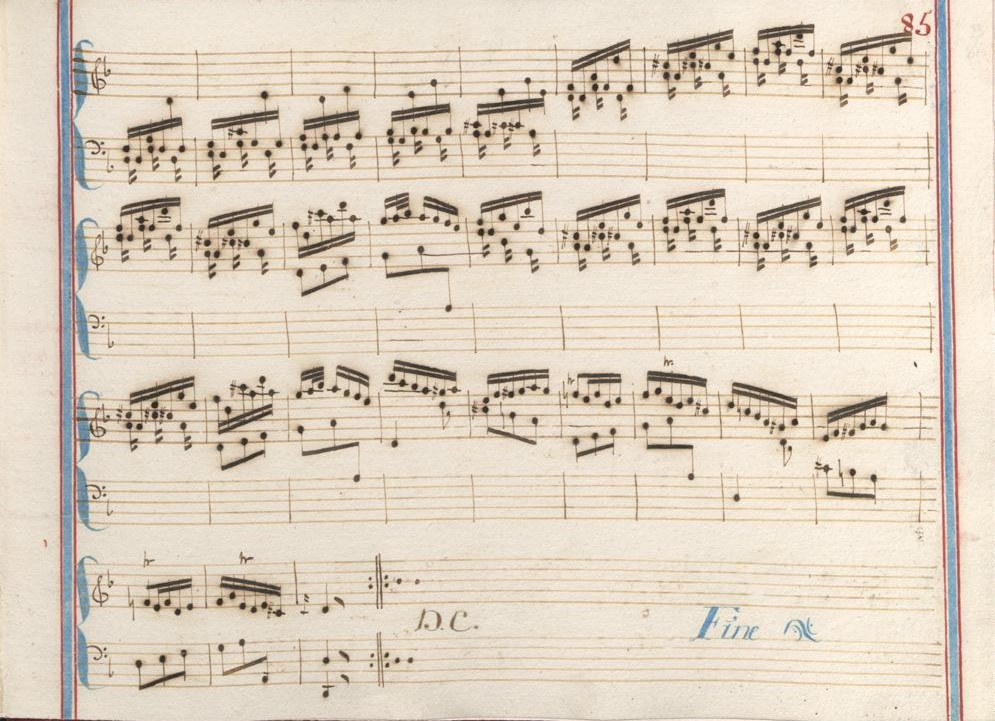
Venise XV 41 (fin de la sonate).

## Interprètes
La sonate K. 138 est défendue au piano, notamment par Carlo Grante (2009, Music & Arts, vol. 1), Michelangelo Carbonara (2009, Brilliant Classics), Christoph Ullrich (2019, Tacet, vol. 3) et Andrea Molteni (2021, Piano Classics) ; au clavecin par Scott Ross (1985, Erato), Richard Lester (2006, Nimbus, vol. 5) et Pieter-Jan Belder (Brilliant Classics, vol. 3).

## Sources
: document utilisé comme source pour la rédaction de cet article.
- Ralph Kirkpatrick (trad. de l'anglais par Dennis Collins), Domenico Scarlatti, Paris, Lattès, coll. « Musique et Musiciens », 1982 (1re éd. 1953 (en)), 493 p. (ISBN 978-2-7096-0118-4, OCLC 954954205, BNF 34689181).
- Alain de Chambure, « Domenico Scarlatti : Intégrale des sonates — Scott Ross », Erato (2564-62092-2), 1985 (OCLC 891183737) .
- (en) Carlo Grante, « Domenico Scarlatti, intégrale des sonates pour clavier (vol. 1) », Music & Arts (CD-1236), 2010 .
- (es) Celestino Yáñez Navarro (thèse), Nuevas aportaciones para el estudio de las sonatas de Domenico Scarlatti. Los manuscritos del Archivo de Música de las Catedrales de Zaragoza, Université autonome de Barcelone, 2016 (lire en ligne)